# Force-Fit-Spiel
Das Force-Fit-Spiel ist ein Problemlösungsverfahren, das den intuitiven Methoden der Kreativitätstechniken zuzuordnen ist.

Dabei dienen die Verfremdung eines Problems durch seine Verbindung mit beliebigen Begriffen, der Wettbewerb zweier Teams oder Kleingruppen und ein gewisser Zeitdruck als Mittel der Ideenentwicklung.

## Regeln und Durchführung

### Regeln
- Das Kreativitätsteam teilt sich auf in zwei Teams und ernennt einen Schiedsrichter.
- Aus einem willkürlich genannten Begriff des Teams A soll das Team B einen Lösungsansatz innerhalb einer gewissen Zeitspanne ableiten. Gelingt dies, erhält Team B einen Punkt, gelingt es nicht, erhält Team A einen Punkt.
- Der Schiedsrichter entscheidet über die Annahme oder Ablehnung eines Lösungsansatzes und damit über die Punktevergabe.
- Zeit: ca. 20–35 Minuten
- Teilnehmer: ab 7 Personen (3 Personen pro Team + 1 Schiedsrichter)
- Material:
  - Tafel, Flipchart oder Pinnwand inkl. Moderationsmaterial
  - Uhr

### Durchführung
1. Problemstellung und Problemklärung
2. Neuformulierung des Problems
3. Aufteilung des Kreativitätsteams in zwei gleich starke Teams und Ernennung eines Schiedsrichters, der auch die Aufgabe eines Protokollführers übernimmt
4. Team A nennt ein Substantiv, das möglichst wenig mit dem zu lösenden Problem zu tun hat. Team B entwickelt daraufhin innerhalb von 2 Minuten eine Lösungsidee. Gelingt es Team B in der vorgegebenen Zeit, einen Lösungsansatz, der vom Schiedsrichter akzeptiert wird, zu finden, bekommt es einen Punkt und darf nun einen Begriff nennen, der Team A als Ausgangspunkt für eine Lösungsentwicklung dient. Gelingt es Team B nicht, in der vorgegebenen Zeit einen Lösungsansatz zu finden oder wird der Ansatz vom Schiedsrichter abgelehnt, erhält Team A einen Punkt und nennt einen neuen Begriff.
5. Der Schiedsrichter entscheidet, ob ein Lösungsvorschlag geeignet ist oder nicht. Er überwacht und leitet das Spiel, das eine gute halbe Stunde nicht überschreiten sollte.
6. Die im Force-Fit-Spiel entwickelten Lösungsideen werden von der ganzen Kreativitätsgruppe im Anschluss kritisch reflektiert und gemeinsam weiterentwickelt.

## Vorteile
- Die Verfremdung durch möglichst weit vom Problem entfernte Begriffe steigert den Assoziationsfluss innerhalb des Teams, regt neue Lösungen an und fördert und entwickelt das laterale Denken.
- Wettbewerbscharakter kann zu Spaß und positiver Motivation bei der Ideenentwicklung führen.

## Nachteile
- Unter dem vorgegebenen Zeitdruck werden oft naheliegende Ansätze anstatt origineller Ideen gesucht.
- Wettbewerb kann dazu führen, dass das Erzielen von Punkten wichtiger als die Generierung guter Ideen gewertet wird.
- Die Funktion des Schiedsrichters ist oft schwierig, da die Bewertung der Lösungsansätze in der Regel nicht anhand objektiver Kriterien erfolgen kann.